# Carlos Fermín Fitzcarrald (provincie)
Carlos Fermín Fitzcarrald is een provincie in de regio Ancash in Peru. De provincie heeft een oppervlakte van 624 km² en telt 21.831 inwoners (2015). De hoofdplaats van de provincie is het district San Luis (Carlos Fermín Fitzcarrald).

## Bestuurlijke indeling
De provincie is verdeeld in drie districten, UBIGEO tussen haakjes:
- (020701) San Luis (Carlos Fermín Fitzcarrald), hoofdplaats van de provincie
- (020702) San Nicolas
- (020703) Yauya

Aija · Antonio Raimondi · Asunción · Bolognesi · Carhuaz · Carlos Fermín · Casma · Corongo · Huaraz · Huari · Huarmey · Huaylas · Mariscal Luzuriaga · Ocros · Pallasca · Pomabamba · Recuay · Santa · Sihuas · Yungay